# Forêt rare du Ruisseau-des-Monts
La forêt rare du Ruisseau-des-Monts est un écosystème forestier exceptionnel situé à Saint-Fulgence au Québec (Canada). Cette aire protégée de 14 ha protège une érablière à bouleau jaune situé hors de son aire de répartition habituelle. Elle est située dans la réserve aquatique de la Vallée-de-la-Rivière-Sainte-Marguerite.

## Toponymie
La forêt rare du Ruisseau-des-Monts doit son nom au ruisseau des Monts, qui coule à un kilomètre à l'est.

## Géographie
La forêt rare du Ruisseau-des-Monts est situé à une trentaine de kilomètres au nord-est de Saguenay. Elle a une superficie de 13,73 ha. La région environnante fait partie du sous-domaine bioclimatique de la sapinière à bouleau jaune de l'Est. Le relief de la région est accidenté avec des monts aux versants escarpés et aux sommets élevés. Pour la forêt elle même, elle est située sur le bas d'une pente orienté vers le sud dont le sommet culmine à 400 m. Le sol est composé de till moyennement épais qui a un drainage modéré, sur un portion du versant où la pente est moins prononcée. 
La forêt est localisée dans la réserve aquatique de la Vallée-de-la-Rivière-Sainte-Marguerite.

## Histoire
La forêt rare du Ruisseau-des-Monts a été classée comme écosystème forestier exceptionnel en 2011 par le ministère des Ressources naturelles et de la Faune.

## Flore
La forêt rare du Ruisseau-des-Monts est une forêt d'érable à sucre (Acer saccharum) âgée de tout âge. Les plus vieux arbres ont 125 ans. Les troncs ne dépassent pas les 40 cm. Les dimension modeste des arbres à pour causes les conditions de croissances difficiles dû à la situation nordique pour cette espèce. Cependant, on observe la présence de l'érable à sucre des semis aux arbres nature, donnant à cette forêt un caractère pérenne. Sa situation est un vestige de la grande migrations des espèces suivant la dernière_période_glaciaire. Le climat était alors plus doux. Il y a eu ensuite eu un refroidissement, les espèces les plus méridionales ont ensuite régressées. Cette forêt, située dans un versant sud bien exposé favorable pour l'espèce grâce à son microclimat. Les arbres ont probablement un bagage spécifique vu sa position isolée. Cette forêt est importante en ces temps de changement climatique car elle offre un avant poste qui servira de centre de dispersion.
La strate arbustive est bien fournie et inclus l'érable à épis (Acer spicatum), la dièreville chèvrefeuille (Diervilla lonicera) et le noisetier à long bec (Corylus cornuta). La strate herbacée est quant à elle beaucoup plus dispersée avec la dryoptère spinuleuse (Dryopteris carthusiana), le quatre-temps (Cornus canadensis), le lycopode brillant (Huperzia lucidula), le lycopode obscur (Dendrolycopodium obscurum), la clintonie boréale (Clintonia borealis) et l'oxalide de montagne (Oxalis montana).